# 阿巴拉契科拉国家森林
阿巴拉契科拉国家森林（英語：Apalachicola National Forest）是美国的一处国家森林，1936年5月13日建立，位处弗罗里达州境内，占地面积约632,890英畝（2,561.2平方），最近的城市为塔拉哈西。